# Safiye Sultan
Valide  Safiye Sultan (en turco otomano: صفیه سلطان‎; "pura") (Dukagjin, c.1550 — Estambul, c.1619), también conocida como Reina Sofía, fue la consorte de Murad III y Valide Sultan del Imperio Otomano. Safiye fue también una de las figuras destacadas durante la época conocida como el Sultanato de las Mujeres. Vivió en la corte otomana durante los reinados de 7 sultanes: Solimán el Magnífico, Selim II, Murad III, Mehmed III, Ahmed I, Mustafá I y Osmán II. Fue la gobernante principal del Imperio Otomano durante 1595 a 1603, y la cogobernante del imperio durante el reinado de su esposo, Murad III. Safiye Sultan fue conocida en Occidental como la Reina Sofía o la Reina Melike Safiye. Es recordada como una de las Valide Sultan más poderosas de la historia del Imperio Otomano.

## Primeros años
La identidad de Safiye a menudo ha sido confundida con la de su suegra veneciana, Nurbanu, al punto de creerse que ella también era de origen veneciano e incluso de la familia de su suegra, los Venier Baffo. En realidad, Safiye era de origen albanés, nacida en las tierras montañosas de Dukagjin, ubicado en Albania. Posiblemente se llamaba Sofía y esto indicaría porque sería conocida así en Europa.
Poco después de su llegada a Estambul, Safiye fue comprada en un mercado de esclavos y empezó a trabajar como sirvienta en la casa de una de las nietas del Sultán Solimán el Magnífico, Hümaşah Sultan , Hümaşah  era un poco mayor que Safiye, pero había una diferencia de edad relativamente pequeña. Hümaşah Sultán  reconoció rápidamente el talento de la niña y comenzó a ocuparse de que recibiera una educación adecuada, por lo que alrededor de 1560, Safiye ya podía considerarse un verdadero gran premio entre las concubinas. Las concubinas criadas por las sultanas eran particularmente bien educadas, inteligentes y hermosas, por lo que les esperaba un futuro bueno.
En 1563, a la edad de 13 años, fue ofrecida como concubina al príncipe Murad por Luisa. Había recibido anteriormente el nombre de Melike de parte de  Luisa y posteriormente fue nombrada Safiye ("pura") por el mismo Murad. Safiye se convirtió rápidamente en la concubina favorita de Murad (entonces el hijo mayor del sultán Selim II). El 26 de mayo de 1566, nació su hijo, el futuro sultán Mehmed III, el mismo año que murió Solimán el Magnífico, antes de él, había tenido dos niñas y luego de él tuvo otros dos hijos más, una niña y un niño.

## Haseki Sultan

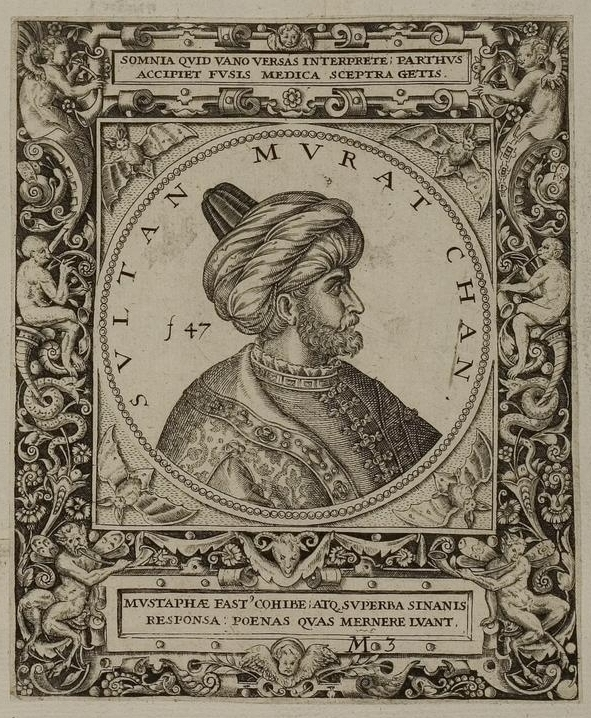
Murad III, consorte de Safiye. (c. 1586)

Safiye había sido la única concubina de Murad con anterioridad a su entronización, y continuó siéndolo en una relación monógama durante los primeros años de su reinado. La madre, Nurbanu, aconsejó a su hijo tomar otras concubinas por el bien de la dinastía, ya que en 1581 solo tenía un heredero superviviente, Murad y sus hijos con Safiye, Mehmed y Selim, quien acababa de nacer. En 1582, Nurbanu acusó a Safiye de utilizar brujas para volver a Murad impotente e impedirle tomar más concubinas. Esto resultó en el encarcelamiento y tortura de los criados de Safiye. Una de las hermanas mayores de Murad, Esmehan Sultan, le presentó dos hermosas concubinas, las cuales él aceptó. Murad terminó siendo padre de al menos 101 hijos, como reportan los historiadores. Aunque otros creen que pudieron haber muchos más niños.
Los informes venecianos declaran que después de una amargura inicial, Safiye mantuvo su dignidad y no mostró celos de las concubinas de Murad. Ella incluso procuró más para él, ganando el agradecimiento del sultán, quien continuó valorándola y consultándole los asuntos políticos, especialmente después de la muerte de Nurbanu. Durante los últimos años de Murad, Safiye volvió a ser su única pareja. Aun así, probablemente Safiye nunca devino esposa oficial de Murad— aunque el historiador otomano Mustafa Ali se refiere a ella como tal, lo que contradice los informes de los embajadores venecianos e ingleses-.
Safiye también parece haber pasado por muchos abortos espontanéos y niños que nacían muertos. Incluso ella comienza a sufrir problemas de infertilidad, los cuales son hablados en 1586, con la siguiente carta del embajador veneciano, Salomon Usque:
"Al parecer la consorte de Amurates III, Safiye Haseki se ha vuelto incapaz de darle más hijos a su gobernante. Según el eunuco del harén ha sufrido más mortinatos y abortos espontanéos que cualquier otra consorte de un sultán otomano."
Fue influyente como haseki, rango restaurado menos de un año después de que Murad ascendió al trono. Giovanni Moro informó en 1590 de la autoridad de que ella disfruta como madre del príncipe, interviniendo siempre en asuntos estatales, siendo su opinión respetada y escuchada por Murad quién la considera sensata.

## Descendencia
Junto con Murad, Safiye tuvo dos hijos y tres hijas:
Hijos
- Şehzade Mehmed (26 de mayo de 1566 – 22 de diciembre de 1603), se convirtió en el sucesor de su padre con el nombre de Mehmed III, su figura es tristemente célebre en la historia de la Dinastía Otomana por haber hecho estrangular a sus diecinueve hermanos en pos de una sucesión sencilla para su persona;
- Şehzade Selim (1579 — 28 de enero de 1595), ejecutado luego de la ascensión al trono de Mehmed III. Enterrado en Santa Sofía;

### Hijas
- Hümaşah Sultan (1564 – 1649), casado por primera vez en 1584 con Damat Nişar Mehmed Paşa, casada en segundo lugar con Damat Serdar Ferhad Paşa. Tuvo descendencia;
- Ayşe Sultan (1565 — 15 de mayo de 1605), se casó el 20 de mayo de 1586 con Damat Ibrahim Paşa, su segundo matrimonio fue el 5 de abril de 1602 con Damat Yemişçi Hasan Paşa, y su último matrimonio fue realizado el 29 de junio de 1604 con Damat Güzelce Mahmud Paşa. No tuvo descendencia;
- Fatma Sultan (1574 – 1620), su primer matrimonio fue el 6 de diciembre de 1593 con Damat Halil Paşa, su segundo matrimonio fue realizado en 1603 con Damat Hizir Paşa. Tuvo descendencia.

## Valide Sultan

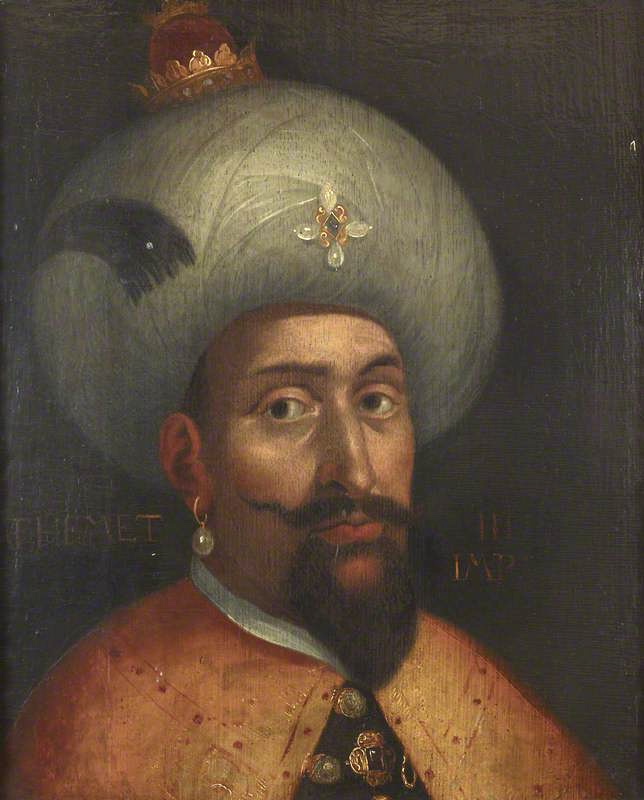
El sultán otomano Mehmed III, de quien Safiye fue valide sultan durante 1595 –1603.

Cuándo Murad murió en 1595, Safiye arregló el ascenso de su hijo Mehmed como sultán, y por tanto el de ella como Valide Sultan— una de las más poderosas de la historia otomana. Hasta la muerte de su hijo en 1603, la política otomana estuvo determinada por el partido al mando de ella y Gazanfer Unğun, jefe de los eunucos blancos y por tanto líder del Enderun (el palacio interior imperial).
Safiye finalmente disfrutó de un enorme estipendio de 3.000 aspers al día durante la parte final del reinado de su hijo. Cuándo Mehmed III marchó a la campaña contra Eger en Hungría en 1596, su madre alcanzó el máximo poder sobre el imperio, al quedar a cargo del Tesoro. Persuadió a su hijo para revocar una sentencia del tribunal de Estambul y devolver el Gran Visirato a Damat Ibrahim Paşa, su yerno.
Durante este periodo, el secretario del embajador inglés informó que desde el palacio:
"La Valide Safiye espió un número de barcas por el río (el bósforo) dándose prisa juntas. La reina madre envió a indagar sobre el asunto y le fue dicho que el Visir estaba haciendo justicia a unas chabías, en este caso, prostitutas. Ella, disgustada, le envió un mensaje aconsejándole (al Visir) que su hijo lo había dejado para gobernar la ciudad y no para devorar a las mujeres. Así mandándole a mirar más por el bien del imperio y no para inmiscuirse con las mujeres mientras se esperaba el regreso de su señor."
La crisis más grande que Safiye soportó como valide sultan tuvo que ver con su kira, Esperanza Malchi. Una kira era una mujer no musulmana (típicamente judía) quién actuaba como intermediaria entre una mujer recluida en el harén y el mundo exterior, sirviendo como secretaria y agente empresarial. En 1600, la caballería imperial se rebeló contra la influencia de Malchi y su hijo, quienes habían amasado una fortuna de 50 millones de aspers. Safiye era responsabilizada de ello, trasvasando moneda de la paga de las tropas, y casi padeció la ira de los soldados, quienes asesinaron brutalmente a Malchi y su hijo. Mehmed III se vio forzado a informar que "aconsejó a su madre corregir a sus criados."
Para impedir que los soldados sospecharan de su influencia sobre el sultán, Safiye persuadió a Mehmed para que sus decretos fueran rubricados por el Gran Visir, en vez de firmarlos ella personalmente.

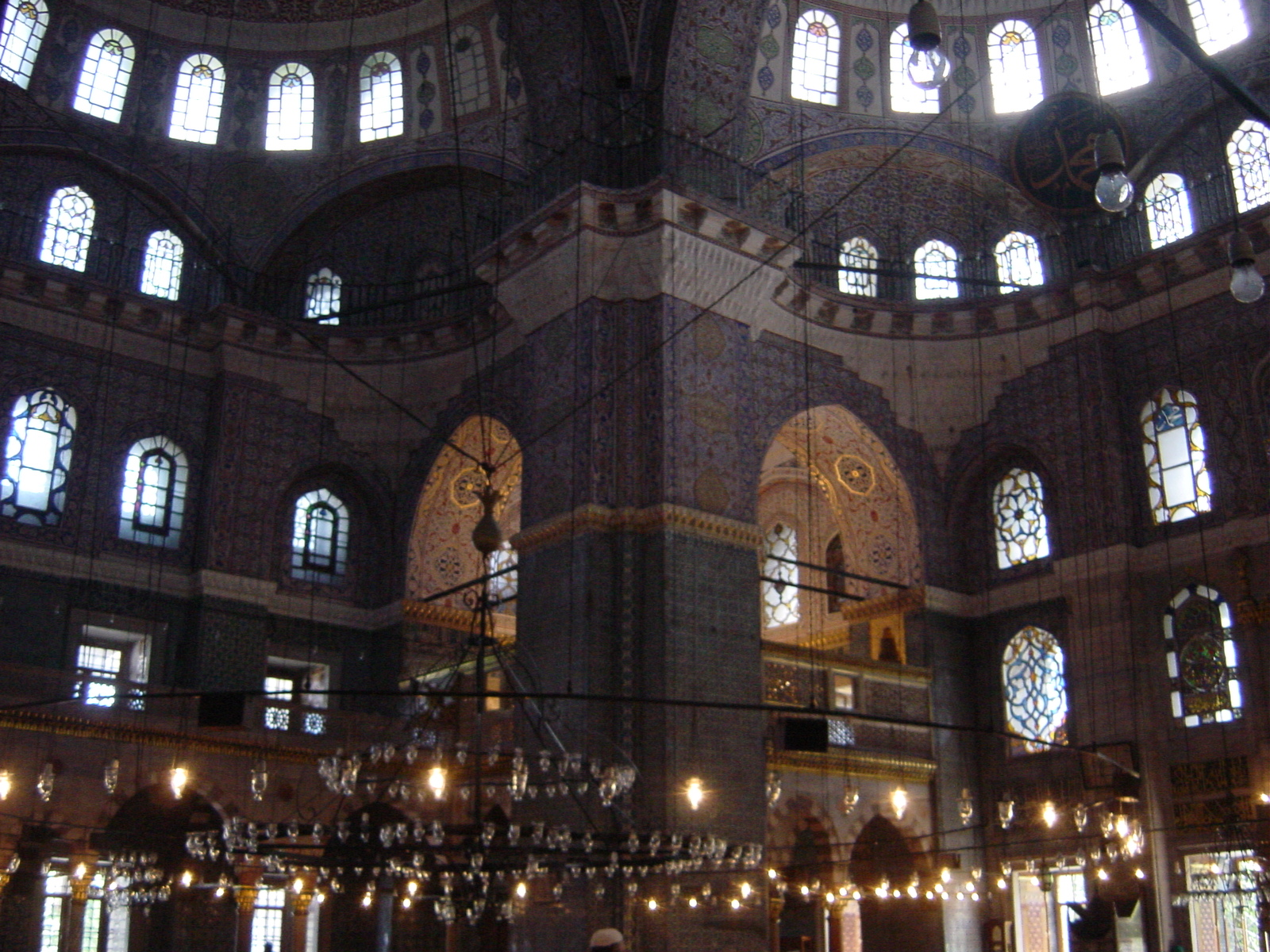
Diseño del interior de la Mezquita Nueva. La construcción empezó durante la regencia de Safiye y terminó en el reinado de Mehmed IV (r. 1648 – 1687), gracias a la reconstrucción organizada por Turhan Valide Sultan.

Safiye fue la instigadora en la ejecución de su nieto Mahmud en 1603, habiendo interceptado un mensaje enviado a su madre por un vidente religioso, quien le pronosticaba que Mehmed III moriría en seis meses y sería sucedido con éxito por su hijo. Según el embajador inglés:
"Şehzade Mahmud estaba afligido en cómo su padre era altaneramente dirigido por la vieja sultana (Safiye), que arruinaba el estado, pues ella no respetaba nada más que su propio deseo de conseguir dinero, y a menudo se lamentaba de ello a su madre (Halime Sultan), quien no fue favorecida por la reina madre. El sultán, sospechando una traición y celoso de la popularidad de su hijo, ordenó su estrangulamiento."
Mehmed III murió, en efecto, a los pocos meses y fue sucedido por su hijo Ahmed I. Una de sus primeras decisiones importantes fue privar a su abuela del poder, desterrándola al Antiguo Palacio el 9 de enero de 1604. Cuándo Ahmed fue sucedido por su hermano Mustafa en 1617, su madre Halime recibió 3,000 aspers como valide sultan a pesar de que Safiye estaba todavía viva. Aun así, Halime recibió solo 2,000 aspers durante su retiro al Palacio Viejo entre los dos reinados de su hijo; durante los primeros meses de su retiro Safiye estaba todavía viva, quizás era su vecina en el Palacio Viejo, recibiendo 3,000 aspers al día mientras la Haseki sultan de Ahmed I, Kösem Sultan también vivía en el Palacio Viejo, recibiendo 1000 aspers al día.
Todos los sultanes posteriores eran descendientes de Safiye.

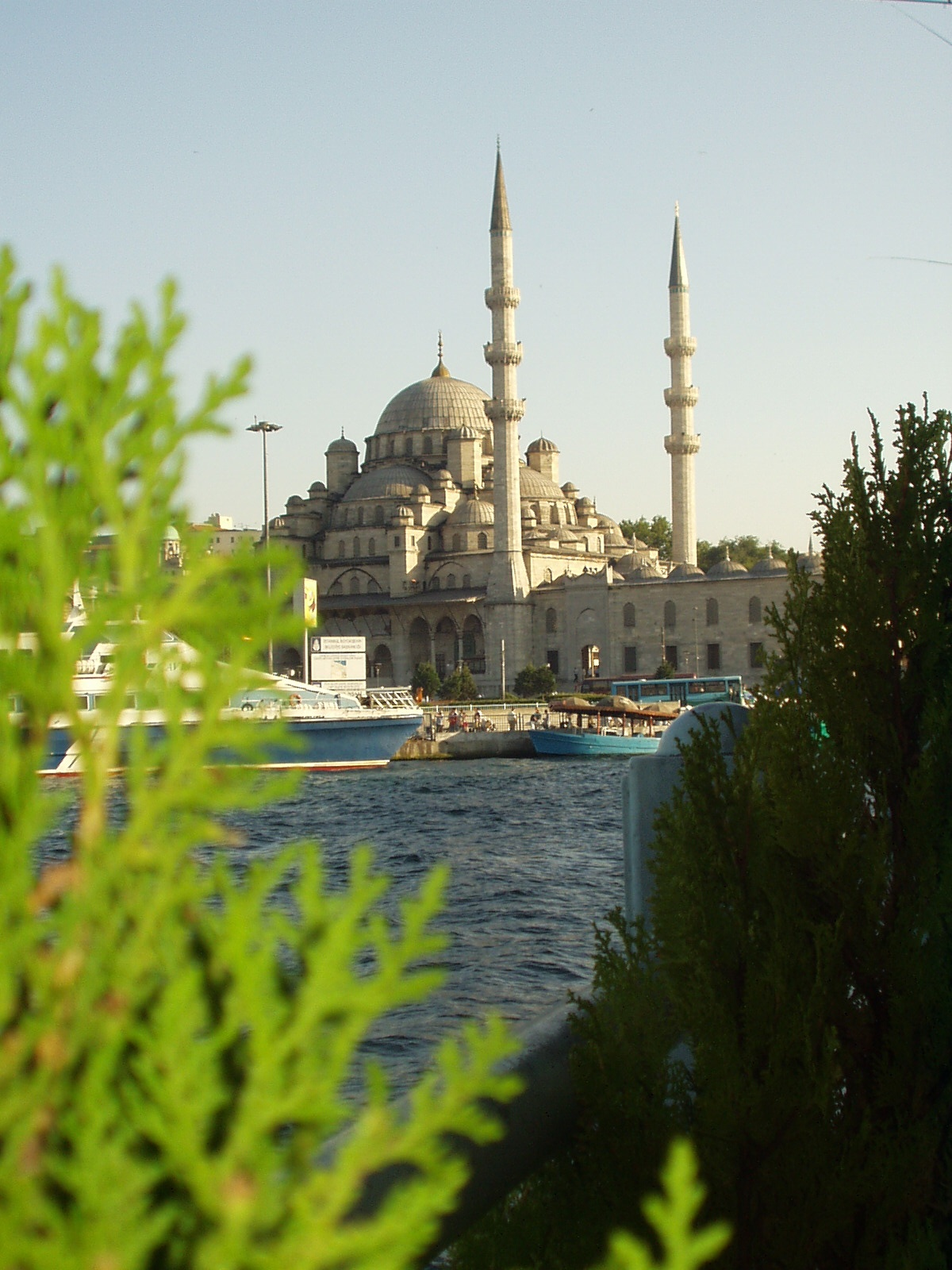
La Yeni Mezquita en Eminönü, Estambul. Terminó siendo construida durante la regencia de Turhan Hatice Sultan.

## Relaciones con el extranjero
Safiye, como Nurbanu, defendió generalmente una política pro-veneciana y regularmente intercedía a favor de los embajadores venecianos, uno de los cuales la describió al senado como:
"Una mujer de palabra, fidedigna y la única que tiene la verdad en Constantinopla; por lo tanto siempre beneficia a Vuestra Serenidad para promover su agradecimiento."
Safiye también mantuvo buenas relaciones con Inglaterra. Persuadió a Mehmed III para dejar que el embajador inglés lo acompañara en su campaña en Hungría. Un aspecto único de su gobierno fue su correspondencia personal con la reina Isabel I de Inglaterra. Las dos mujeres también intercambiaron regalos. En una ocasión, Safiye recibió un retrato de Isabel en intercambio por "dos prendas de tela de plata, un faja de tela de plata, [y] dos pañuelos forjados con oro macizo."
En una carta de 1599, Safiye responde a la petición de Isabel por una buenas relaciones entre ambos imperios.

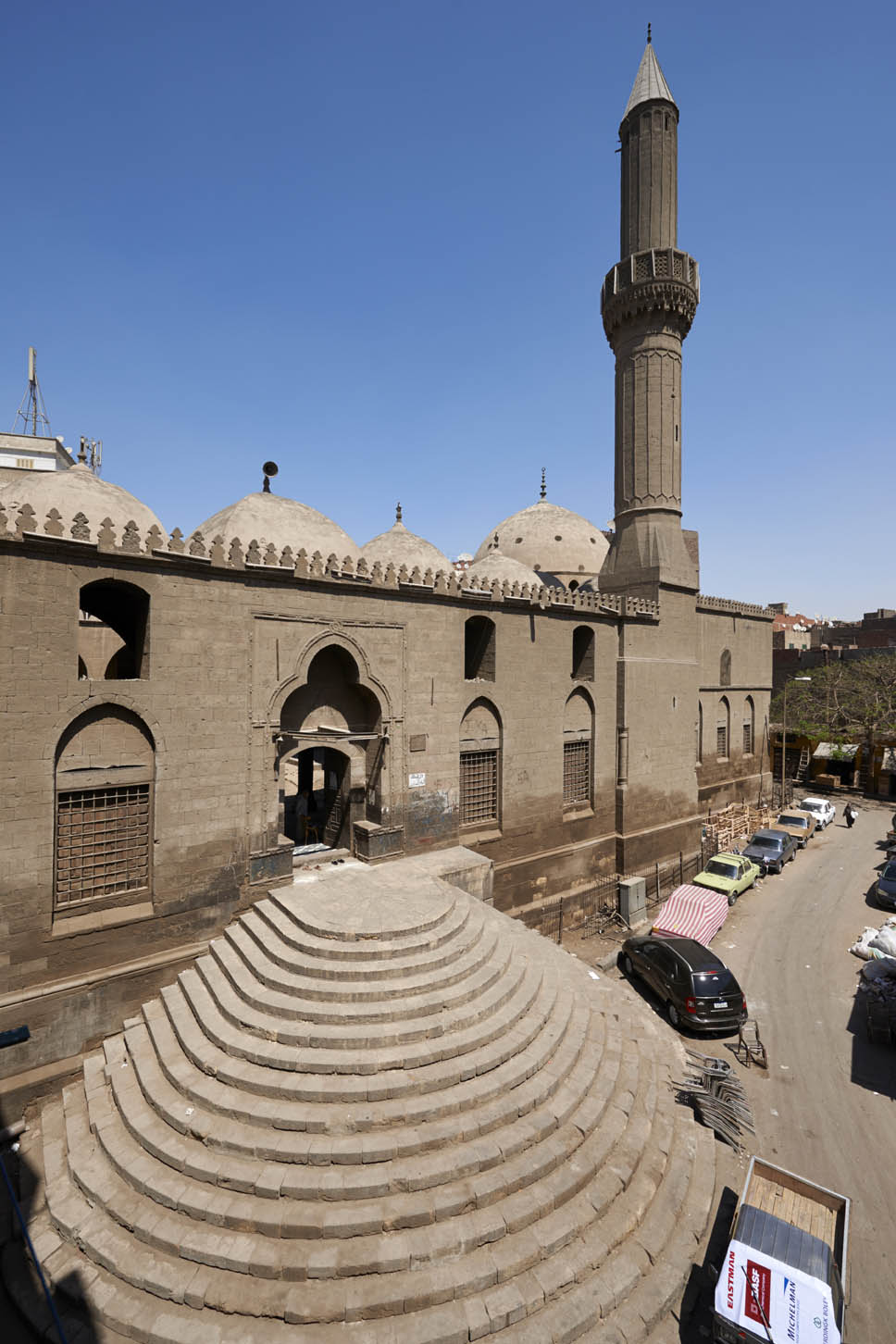
Al-Malika Safiyya, El Cairo (vista Exterior)

Safiye recibió de la reina inglesa un carruaje y, entusiasmada con aquel vehículo occidental, no dudó en utilizarlo en paseos y excursiones por la ciudad, lo cual fue considerado escandaloso. Este intercambio de cartas y regalos entre Safiye e Isabel presenta una dinámica de género interesante en las relaciones políticas. En yuxtaposición al método tradicional de intercambiar mujeres por seguros diplomáticos, económicos o alianzas militares, Isabel y Safiye mantuvieron una posición de poder más que ser ellas objeto de intercambio.
Una ocurrencia inusual de Safiye respecto a su relación con Inglaterra fue su atracción hacia Paul Pindar, secretario de Isabel y embajador inglés. Según Thomas Dallam (quién presentó otro regalo de Isabel a la corte otomana: un órgano para Mehmed III):
"La sultana tomó gusto por el Señor Pinder, y después envió a por él para tener su compañía en privado, pero los mensajes se cruzaron y la reunión no tuvo lugar."

## Trabajos públicos
Safiye es también famosa por empezar la construcción de la mezquita Yeni en Eminönü, Estambul, en 1597. Parte del barrio judío de Estambul fue derribado para levantar la nueva estructura, cuyos elevados costos hicieron a Safiye impopular otra vez entre los soldados, quienes consiguieron que fuera expulsada de la corte, enviándola Mehmed III temporalmente al Palacio Viejo. Aunque luego regresó, no vivió para ver la mezquita completa. Después de la muerte de Mehmed, Safiye perdió el poder y quedó permanentemente exiliada al Palacio Viejo. La construcción de la mezquita estuvo parada por décadas. Finalmente sería terminada en 1665 por Turhan Hatice Sultan, la madre y regente de Mehmed IV (r. 1648 – 1687).

### Masjid al-Malika Safiyya

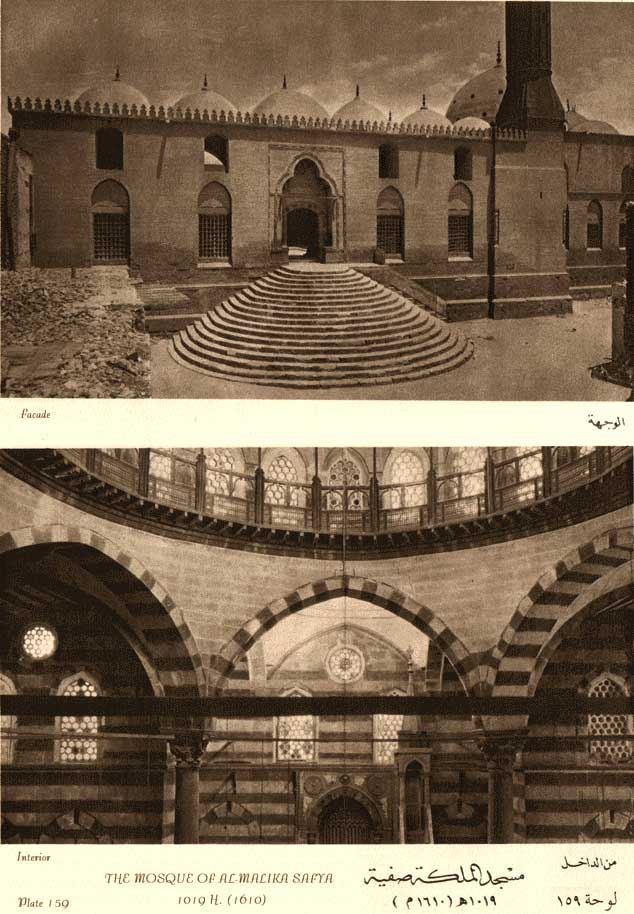
Masjid al-Malika Safiyya, Egipto. (Vista del interior)

La mezquita Al-Malika Safiyya, Mezquita en El Cairo fue nombrada en honor a Safiye. La mezquita de al-Malika Safiyya deriva su nombre más por apropiación que por mecenazgo real. Fue empezada por orden de Uthman Agha, jefe de los eunucos negros a cargo del harén, así como jefe de las propiedades en los lugares santos del Hiyaz del gobernador de Egipto. Uthman Agha era el agente y esclavo personal de Safiye. Uthman Murió antes de que la mezquita fuese completada, y pasó a propiedad de Safiya, que proporcionó para la mezquita treinta y nueve conserjes incluyendo un supervisor general, un predicador, el khatib (orador), dos imanes, cronometrador, un quemador de incienso, un reponedor, y un jardinero.

## Muerte

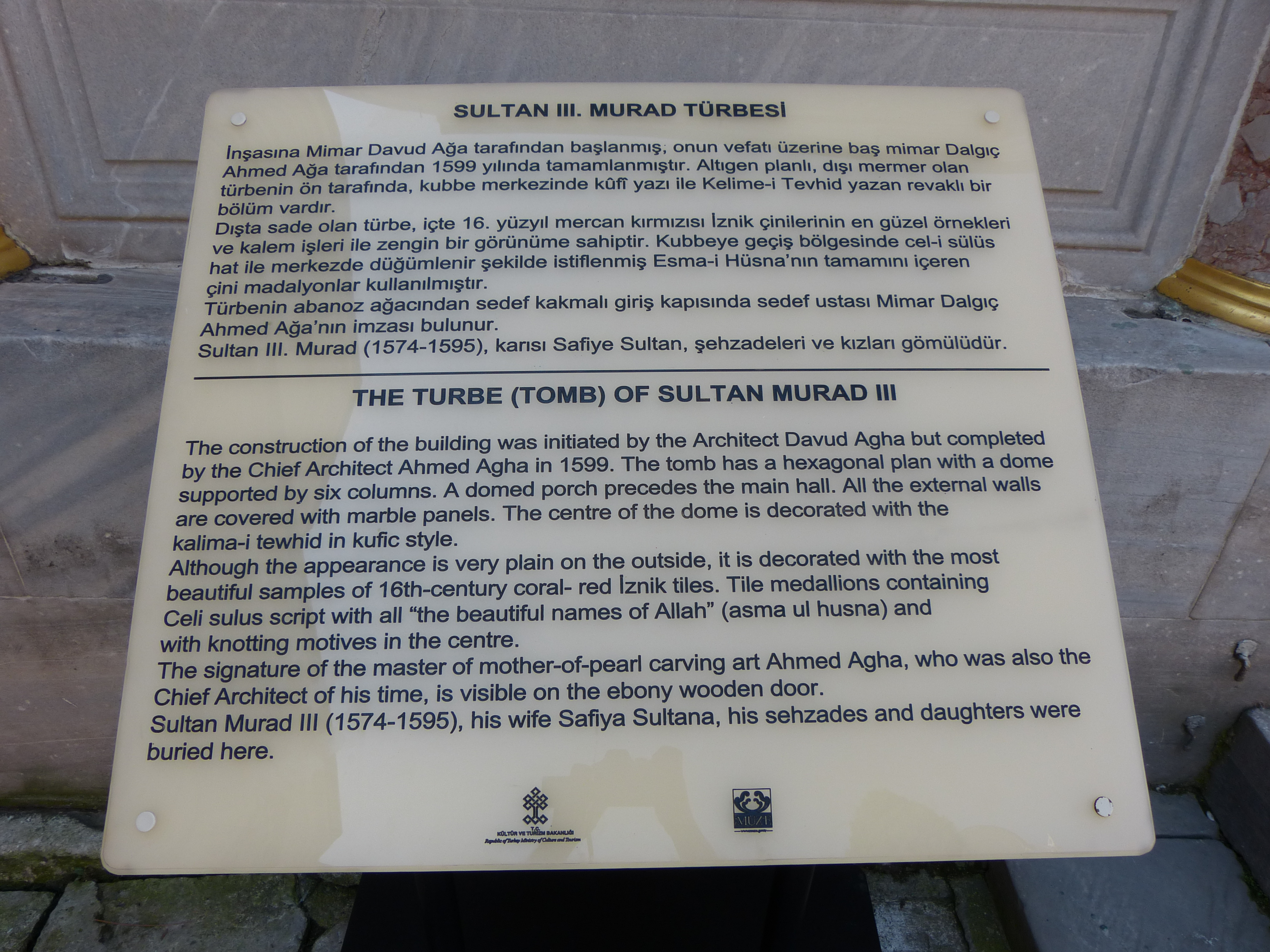
Inscripción sobre su marido Murad III en un panel informativo en el türbe (mausoleo), confirmando que Safiye Sultan fue enterrada allí.

Leslie Peirce señala en su libro que Safiye estaba todavía viva durante los primeros meses del retiro de su nuera al Palacio Viejo entre reinados de Mustafá I y de Osman II, lo que significa que vivió al menos hasta 1619 y murió por tanto durante el reinado de su bisnieto, Osman II este mismo año, donde es mencionada por última vez en relatos. Safiye fue enterrada en el mausoleo de Murad III.

## En la ficción
- En la serie de televisión turca de 2011 Muhteşem Yüzyıl, aparece una joven Safiye en el último episodio de la serie. Fue interpretada por la actriz turca Gözde Türker.
- En la serie de televisión turca de 2015 Muhteşem Yüzyıl: Kösem, Safiye Sultan es interpretada por la actriz turca Hülya Avşar.